# 砂粒を数えるもの
『砂粒を数えるもの』（すなつぶをかぞえるもの、ギリシャ語: Ψαμμίτης, ラテン文字転写: Psammites; ラテン語: Arenarius）は、アルキメデスの著作のひとつ。『砂の計算者』などとも呼ばれる。アルキメデスの著作の中では内容が最も易しく、宇宙に関する当時の知識を仮定して、宇宙を埋め尽くすのに必要な砂粒の個数を概算したものである。シラクサの王、ゲロン（ヒエロン2世の息子）に宛てた形式を取っている。

## 大数の体系化
宇宙の大きさは（当時信じられていたよりも）大きめに、砂粒の大きさは小さめに見積もって議論し、それでも宇宙を埋め尽くすのに必要な砂粒の個数は、言葉で表現できることを示すのが本書の主題であった。
アルキメデス以前には、万までの数に固有の呼び名があり、万を数えることによって万の万（億、108）までは数えることができた。そこで、108 までの数は「第1級の数」、108 を「第2級の数の単位」と呼び、これを億まで数えることにより、108 から 1016 までを「第2級の数」と呼んだ。以下同様に、第3級の数、第4級の数と進み、第億級の数まで考えた。この最後の数は
{\displaystyle P:=10^{8\cdot 10^{8}}}
である。さらには、ここまでの数を総称して「第1期の数」と呼び、P を「第2期第1級の数の単位」と呼んだ。これを億まで数えることにより、P から P × 108 までの数を「第2期第1級の数」と呼び、以下同様にして「第2期第億級の数」まで考えると、その最後の数は P2 である。P から P2 までの数は総称して「第2期の数」と呼んだ。以下同様にして、「第億期の数」まで考えた。その最後の数は
{\displaystyle P^{10^{8}}=10^{8\cdot 10^{16}}}
である。これは、1 の後に 0 が8京個並んだ数であり、古代においてテトレーションレベルに接近するほどの巨大な数を想定した数少ない例となっている。
以上のように、アルキメデスの数の体系は万を基本としており、英語などの千進法ではなく、現代のギリシア語、中国語、日本語の万進法と共通点がある。
アルキメデスはまた、後で行う 10 の冪乗の計算のために、指数法則
{\displaystyle a^{n}\times a^{m}=a^{n+m}}
に相当する事実に言及している。

## 注目すべき記述
宇宙の大きさを見積もるために、アルキメデスは複数の天文学者の説を紹介しており、それらの記述は当時を知る貴重な資料である。例えば、サモスのアリスタルコスが、太陽を中心とした宇宙を想定したことが述べられている。
アルキメデスの父祖についての資料はほとんどないが、アルキメデスは本書において、天文学者のひとりとして「私の父フェイディアス」と記している。古代科学の研究者リヴィエル・ネッツによれば、フェイディアスは有名な彫刻家の名前であり、芸術が見下されていた当時、この名前を息子に付けるのは芸術家に限られるため、アルキメデスの祖父は芸術家だと推定される。

## 仮定および概算
アルキメデスは、宇宙の大きさに関して、以下の仮定を立てた。ただし、ここでいう宇宙とは、天動説を背景として、地球を中心とし地球から太陽までの距離を半径とする球のことである。
1. 地球の周囲は約300万スタディアで、それ以上ではない
2. 地球の直径は月の直径よりも大きく、太陽の直径は地球の直径よりも大きい
3. 太陽の直径は月の直径の約30倍で、それ以上ではない
4. 太陽の直径は、宇宙球の大円に内接する正1000角形の一辺よりも大きい

1. 2. 3. は天文学者の説を元に、4. は自身の観測を元に、宇宙を大きめに見積もるように仮定したものである。なお、現代的な知識からすると、1. 2. 4. は正しく（ただし 1. は大きく見積もりすぎ）、3. は誤りである。これらの仮定を元に、
宇宙球の直径は100億 (1010) スタディアよりも小さい
と、誤った仮定からではあるが、正しい推論で結果的に正しい命題を導いた。
また、砂粒の大きさに関しては、以下の仮定を立てた。
1. 1個のケシ粒の体積は、1万個の砂粒の体積よりも大きくはない
2. 1個のケシ粒の直径は、1⁄40ディジットよりも小さくはない

2. は自身の観測を元に、砂粒の大きさを小さめに見積もるように仮定したものである。これらの仮定から、
直径1ディジットの球を満たす砂粒の個数は、6億4千万より少なく、故に10億 (109) より少ない
ことを導いた。また、
1スタディオン（スタディアの単数形）は1万ディジットよりも小さい
ことを用い、
直径1スタディオンの球を満たす砂粒の個数は、十万の第3級の数 (1021、10垓) よりも少ない
とした。上記の宇宙の大きさの見積もりと合わせ、
宇宙球を満たす砂粒の個数は、千の第7級の数 (1051、1000極) よりも少ない
と結論した。
ところで、アリスタルコスは、（太陽以外の）恒星までの距離は非常に大きいと考え、宇宙球の大きさでさえ、諸恒星までの距離と比較すると無視できるほど小さい、としたという。アルキメデスは、宇宙球のみならず、諸恒星までの距離を半径とする球（以下、恒星球と呼ぶ）を満たす砂粒の個数をも見積もった。そのために、
恒星球の直径の、宇宙球の直径に対する比は、宇宙球の直径の、地球の直径に対する比に等しい
という（現代的な知識からは誤った）仮定を設け、
恒星球を満たす砂粒の個数は、千万の第8級の数 (1063、1000那由他) よりも少ない
と結論した。